# Dalia Belickaitė
Dalia Belickaitė (ur. 2 czerwca 1996 w Wilnie) – litewska koszykarka występująca na pozycji rzucającej.
23 maja 2017 została zawodniczką Energi Toruń. Podczas ostatniej kwarty sparingowego spotkania przedsezonowego z białoruskim zespołem Tsmoków Mińsk doznała kontuzji. Po konsultacjach medycznych i rezonansie magnetycznym okazało się, iż zerwała więzadła krzyżowe, w wyniku czego niezbędna była operacja. Tym samym nie pojawi się już na parkiecie podczas rozgrywek 2016/17, a jej miejsce w składzie Energii zajęła Katarzyna Suknarowska-Kaczor.

## Osiągnięcia
Stan na 29 maja 2017, na podstawie, o ile nie zaznaczono inaczej.
Drużynowe
- Wicemistrzyni Litwy (2017)
- Finalistka pucharu Litwy (2016)[5]
- Uczestniczka rozgrywek Eurocup (2016/2017)

Indywidualne
- Liderka w przechwytach ligi litewskiej (2013)[6]

Reprezentacja
- Mistrzyni Europy U–16 dywizji B (2012)
- Wicemistrzyni Europy U–20 dywizji B (2016)
- Brązowa medalistka mistrzostw Europy U–18 dywizji B (2013)
- Uczestniczka mistrzostw:
  - świata U–19 (2013 – 12. miejsce)
  - Europy U–20 dywizji B (2015, 2016)
  - Europy U–16 dywizji B (2011, 2012)
- MVP Eurobasketu U-16 dywizji B (2012)